# PMA-2

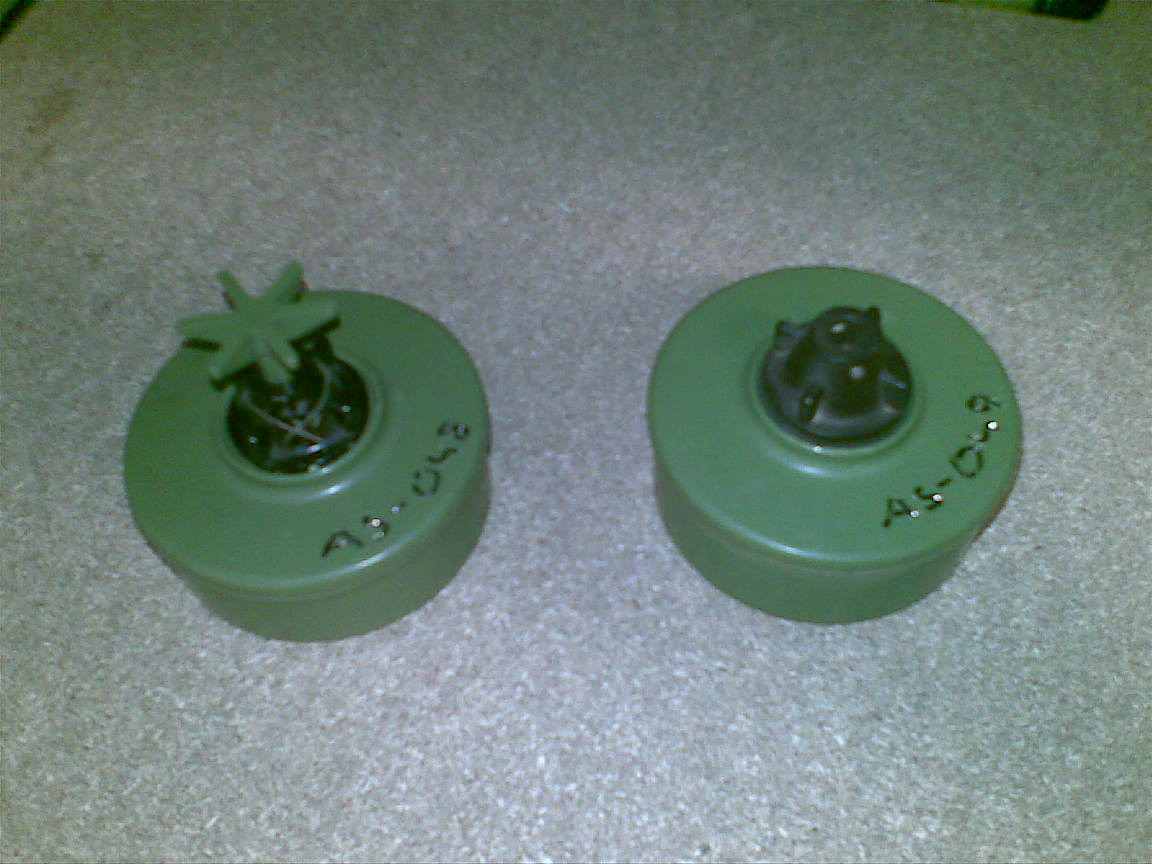
2個のPMA-2地雷。

PMA-2地雷とはユーゴスラヴィア製の爆風型対人地雷である。しばしば「Pašteta」とも称されるが、その理由は外見がパテを詰めた缶詰に似るためである。この地雷は濃い緑のプラスチックで作られ、独特な6方向に突き出た花弁様のプランジャーを取り付けている。

## 概観
この地雷は、6方向に突き出たプランジャーが下方に移動するのを防ぐピンを除去することで作動可能状態になる。安全ピンを除去したのち、被害者の足によってプランジャーに十分な圧力が加わると、これは主信管のボディへと押し下げられて行き、摩擦に鋭敏な火工品を発火させる。火工品は発火すると雷管に火をつけ、小さなRDXのブースター塊に着火し、主炸薬であるTNTを爆発させる。
ふつうPMA-2地雷は埋設されるが、星状のプランジャー部分のみは地上に突きだされる。しかしこの地雷はほかの種類のように完全に覆い隠されていないとはいえ、よく生い茂った下ばえや落ち葉の散らばる場所では探知が非常に困難である。
目視で探されたり、地雷除去の工程を邪魔するため、この地雷は他の方法でも据え付けられる。例えば、ときおりPMA-2地雷は完全にさかさまに据えられ、地上レベルから1cm程度しか基部が見えないよう設置される。また代わりに、これらの地雷は地面に対して傾けて埋め込まれる。このやり方では地雷が完全に埋め込まれており、星状のプランジャーは地雷除去作業者の除去用のプローブに向かい合う事となる。地雷原ではPMA-2地雷が以上3種類の方法のいくつか、または全てを使って埋め込まれている。
この地雷は、爆風による急激な加圧で地雷を起爆させるという、従来的な爆発を用いた地雷処理法に対応できる。加えてPMA-2は非金属性地雷である。金属の内容物は信管内にごく少量のアルミニウムが用いられるに留まる。
PMA-2地雷の作る爆風は致死的なものではないとはいえ、普通は被害者の足を破壊し、いくつかの形で歩行に恒常的な障害を負わせる。
PMA-2地雷の投入例はアルバニア、アンゴラ、ボスニア、カンボジア、クロアチア、セルビア、ジンバブエ、ナミビアで見られる。

### 諸元
- 全重：135g [1]
- 炸薬量：95g、TNT
- 信管：UPMAH-2
- 直径：68mm
- 全高：61mm
- 作動荷重：約7kg